# أركاري ناري المنقار
أركاري ناري المنقار أو برزبان ناري المنقار (الاسم العلمي: Pteroglossus frantzii) (بالإنجليزية: Fiery-billed Aracari)‏ هو نوع من الطيور يتبع جنس الأركاري من الفصيلة الطوقانية.